# Pierre Ekwah
Pierre Ekwah, né le 15 janvier 2002 à Massy en France, est un footballeur français qui évolue au poste de milieu défensif à l'AS Saint-Étienne.

## Biographie

### Jeunesse et formation
Né à Massy en France, Pierre Ekwah est notamment formé par le FC Nantes pendant une saison avant de rejoindre le Chelsea FC en 2018.
Le 9 juin 2021, Pierre Ekwah rejoint un autre club londonien, West Ham United. Il signe un contrat de trois ans avec les Hammers.
Le 23 janvier 2023, Pierre Ekwah rejoint le Sunderland AFC pour un contrat courant jusqu'en juin 2027,.
C'est avec ce club qu'il commence sa carrière professionnelle, jouant son premier match le 28 janvier 2023, lors d'une rencontre de coupe d'Angleterre face au Fulham FC. Il entre en jeu à la place d'Édouard Michut et les deux équipes se neutralisent (1-1 score final).
Le 2 septembre 2023, Ekwah se fait remarquer en marquant deux buts lors d'une rencontre de championnat face au Southampton FC. Il s'agit de ses deux premiers buts en professionnel. Titularisé, il participe à la victoire de son équipe par cinq buts à zéro,.

### AS Saint-Etienne
Il rejoint l'AS Saint-Étienne en prêt avec option d'achat le 30 août 2024. Il réalise ses débuts avec l'équipe le 13 septembre 2024, à domicile, en tant que titulaire, et remporte son premier match en Ligue 1 contre le LOSC Lille.
En fin de saison, le club est relégué en Ligue 2 et l'option d'achat est levée. Cependant, le joueur refuse de rejoindre le club après la trêve souhaitant quitter le club, ne voulant pas jouer en Ligue 2.

### En sélection
Pierre Ekwah est sélectionné avec l'équipe de France des moins de 20 ans, jouant un total de cinq matchs avec cette sélection entre 2021 et 2022.

### Statistiques détaillées
| Saison                | Club                  | Championnat           | Championnat | Championnat | Coupe nationale | Coupe nationale | Coupe de la Ligue | Coupe de la Ligue | Play-offs | Play-offs | Total | Total |
| Saison                | Club                  | Division              | M.          | B.          | M.              | B.              | M.                | B.                | M.        | B.        | M.    | B.    |
| 2022-2023             | Sunderland AFC        | Championship          | 14          | 0           | 2               | 0               | -                 | -                 | 2         | 0         | 18    | 0     |
| 2023-2024             | Sunderland AFC        | Championship          | 40          | 5           | 1               | 0               | 1                 | 0                 | -         | -         | 42    | 5     |
| 2024-2025             | Sunderland AFC        | Championship          | -           | -           | -               | -               | 1                 | 0                 | -         | -         | 1     | 0     |
| Sous-total            | Sous-total            | Sous-total            | 54          | 5           | 3               | 0               | 2                 | 0                 | 2         | 0         | 61    | 5     |
| 2024-2025             | AS Saint-Étienne      | Ligue 1               | 29          | 1           | 1               | 0               | -                 | -                 | -         | -         | 30    | 1     |
| Total sur la carrière | Total sur la carrière | Total sur la carrière | 83          | 6           | 4               | 0               | 2                 | 0                 | 2         | 0         | 91    | 6     |